# Stranded (альбом)
Stranded — третий студийный альбом британской рок-группы Roxy Music, выпущенный звукозаписывающей компанией Island Records в 1973 году.

## Об альбоме
Диск записан на лондонской Air Studios. Stranded — альбом, где впервые в качестве соавторов выступили коллеги Брайана Ферри, Энди Маккей и Фил Манзанера — поднялся на вершину UK Albums Chart. Трек «Street Life», выпущенный синглом, поднялся до #9 в Британии.
Брайан Ферри относил третий альбом группы к числу своих любимых творений. Брайан Ино в интервью 1977 года также назвал Stranded лучшей работой Roxy Music.

## Список композиций
Все песни написаны Брайаном Ферри, кроме помеченных дополнительно:
Сторона 1:
1. «Street Life» — 3:29
2. «Just Like You» — 3:36
3. «Amazona» (Ферри, Фил Манзанера) — 4:16
4. «Psalm» — 8:04

Сторона 2:
1. «Serenade» — 2:59
2. «A Song for Europe» (Ферри, Энди Маккей) — 5:46
3. «Mother of Pearl» — 6:52
4. «Sunset» — 6:04

## Участники записи
- Брайан Ферри — вокал, фортепиано, электропиано
- Джон Густафсон — бас-гитара
- Эдди Джобсон — синтезатор, скрипка
- Энди Маккей — гобой, саксофон
- Фил Манзанера — гитара
- Пол Томпсон[англ.] — ударные
- Крис Лоуренс[англ.] — контрабас (в песне «Sunset»)
- The London Welsh Male Choir — хор (в песне «Psalm»)
- Крис Томас — продюсер записи
- Николя де Виль — дизайн обложки
- Карл Штёккер — фотография